# Casa de los Cejador
La casa de los Cejador del municipio zaragozano de Ateca es un palacio renacentista situado en la calle Areal Alto número 6, fue solar de los Cexadores, donde Julio Cejador y Frauca pasó largas temporadas.

## Descripción
Se trata de un típico palacio renacentista aragonés construido en ladrillo y con la distribución habitual en este tipo de edificios.
Consta de tres plantas; en la planta baja se encuentra una gran puerta que da acceso a la zona de carruajes y cuadras mediante una puerta adintelada. un poco más arriba encontramos una puerta peatonal por la que se puede acceder directamente a través de las escaleras a la planta noble de la vivienda y más arriba nos encontramos con un horno de pan.
En la planta noble los vanos son cinco grandes balcones que dan luz a la planta noble compuesta por grandes estancias con techos altos, suelos de barro cocido y techos con alturas de más de cinco metros. La planta superior es la típica galería aragonesa de arcos de medio punto corridos bajo un gran alero de madera que protege toda la fachada contra las inclemencias del tiempo.
Hasta hace unos treinta años el palacio estaba habitado y se conservaba en un estado de conservación bastante aceptable, de no ser porque la fachada se encontraba encalada, ocultando el ladrillo original y con un zócalo de cemento en la parte baja de la fachada. En los últimos años se ha hundido el tejado y está apuntalada con andamios la fachada, impidiendo el paso de vehículos por la calle.